# Епархия Сарха
Епархия Сарха (лат. Dioecesis Sarhensis) — епархия Римско-Католической Церкви с центром в городе Сарх, Чад. Епархия Сарха распространяет свою юрисдикцию на регионы Среднее Шари и Мандуль. Епархия Сарха входит в митрополию Нджамены. Кафедральным собором епархии Сарха является церковь Непорочного Зачатия Пресвятой Девы Марии в городе Сарх.

## История
22 сентября 1961 года Римский папа Иоанн XXIII издал буллу «Latissimas Ecclesias», которой учредил епархию Форт-Аршамбольта, выделив её из апостольской префектуры Форт-Лами (сегодня — Архиепархия Нджамены).
22 августа 1972 года епархия Форт-Аршамбольта была переименована в епархию Сарха.
1 декабря 2001 года епархия Сарха передала часть своей территории для возведения новой апостольской префектуры Монго (сегодня — Апостольский викариат Монго).

## Ординарии епархии
- епископ Henri Véniat SJ[1] (22.12.1961 — 7.03.1987);
- епископ Matthias N’Gartéri Mayadi (7.03.1987 — 11.06.1990) — назначен епископом Мунду;
- епископ Edmond Jitangar (11.10.1991 — по настоящее время).

## Источник
- Annuario Pontificio, Libreria Editrice Vaticana, Città del Vaticano, 2003, ISBN 88-209-7422-3
- Булла Latissimas Ecclesias, AAS 54 (1962), стр. 701 (лат.)